# Ernest Psichari
Pour les articles homonymes, voir Psichari.
Ernest Spiridion Jean Nicolas Psichari dit Ernest Psichari (né le 27 septembre 1883 à Paris et mort le 22 août 1914 à Rossignol) est un officier et écrivain français. Lieutenant dans les troupes coloniales, il est l'auteur de plusieurs œuvres autobiographiques. Converti au catholicisme à la fin de sa vie, il combat en Belgique durant la Première Guerre mondiale et meurt à l'âge de 30 ans.

## Biographie

### Jeunesse
Ernest Psichari naît le 27 septembre 1883 à Paris. Il est le fils de Jean Psichari, d'origine grecque, professeur de philologie grecque à l'École pratique des hautes études. Sa mère, Noémi Psichari, est la fille du philosophe Ernest Renan. Élevé au sein d'une famille de la haute bourgeoisie intellectuelle parisienne, Ernest est baptisé à la demande de sa mère selon le rite orthodoxe, bien qu'elle ait elle-même reçu une éducation protestante. Ses parents se disputent souvent et Ernest, avec son frère Michel (1887-1917, également mort pour la France, marié à la fille d'Anatole France) et sa sœur Henriette, vit principalement avec sa mère et sa grand-mère. Il est l'arrière petit-neveu du peintre Ary Scheffer, dans la demeure duquel il vit à Paris plusieurs années à partir de 1900.
Il passe son baccalauréat au lycée Henri-IV en 1900, où il rencontre Jacques Maritain, puis obtient une licence de philosophie à la Sorbonne en 1903. Il suit également les cours d'Henri Bergson au Collège de France. Il commence à publier, au cours de ses études de philosophie, des poèmes d’inspiration symboliste dans diverses revues.
Il grandit en compagnie d'intellectuels, comme Charles Péguy, qu'il rencontre en 1901, et tombe amoureux à 19 ans de la sœur de Jacques Maritain, Jeanne, de sept ans son aînée. Elle le quitte pour un autre homme et, peu après le mariage de celle-ci, Psichari tente de mettre fin à ses jours en prenant une dose excessive de drogues. Sauvé par son ami Maurice Reclus, il tente ensuite de se tuer avec un revolver mais est une nouvelle fois sauvé par Reclus. Par la suite, Ernest Psichari passe plusieurs jours dans les quartiers défavorisés de Paris et effectue des métiers manuels avant d'être découvert par ses parents puis envoyé à la campagne pour se reposer.

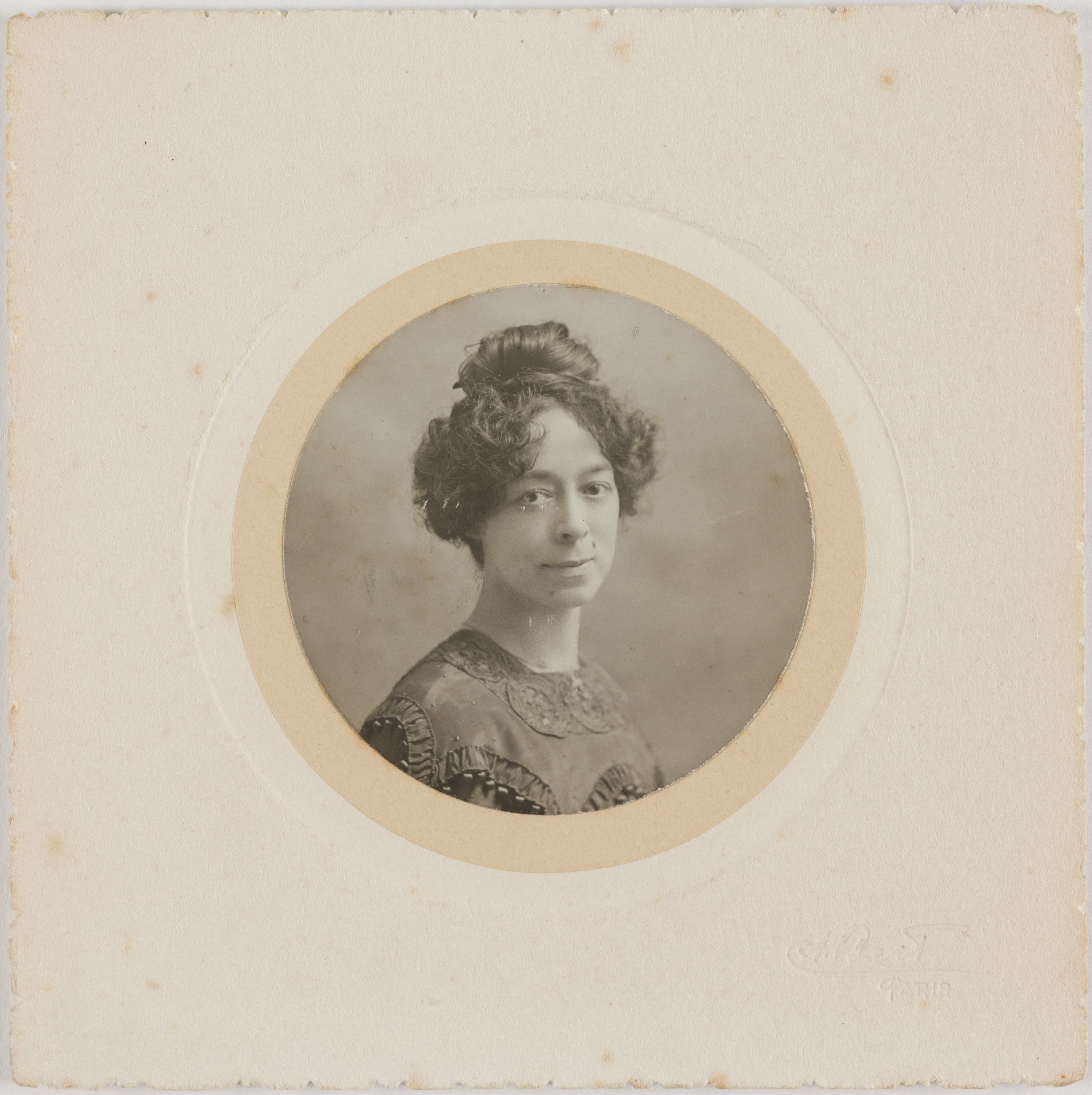
Jeanne Maritain.

### Service dans les troupes coloniales
Après son service militaire obligatoire, où il a retrouvé la joie de vivre, Psichari s'engage au 51e régiment d'infanterie à Beauvais le 11 novembre 1903, un choix qui scandalise ses amis. Il est nommé caporal en juin, puis sergent en décembre 1904. Insatisfait avec la vie de garnison en métropole, il arrange son transfert dans les troupes coloniales en tant que sous-officier d'artillerie. À la veille de son départ pour l'Afrique, Psichari rencontre Henri Massis, qui se dit fortement impressionné par le jeune militaire.
Psichari effectue un séjour au Congo de septembre 1906 à décembre 1907 sous les ordres du commandant Eugène Lenfant, un ami de la famille. De retour en France l'année suivante, il raconte ses expériences dans Terres de soleil et de sommeil (1908). Il est également décoré de la médaille militaire en mars de la même année. Il rejette désormais l'anti-militarisme de sa jeunesse et fait l'éloge de l'armée et de la nation, devenant une idole de la droite nationaliste. Il entame une correspondance avec Maurice Barrès, qui grâce à ses articles contribue à sa gloire littéraire. Ayant choisi l’armée par idéal, Psichari y éprouve la satisfaction d’appartenir à un corps dépositaire d’une longue tradition. Il se met également à soutenir les idées de Charles Maurras et de l'Action française.
Diplômé de l'école militaire d'artillerie de Versailles, le sous-lieutenant Psichari est envoyé en Mauritanie de 1909 à 1912. Il est d'abord réticent à l'idée de servir dans une région de l'empire colonial français relativement pacifiée, mais il tombe amoureux des paysages et du peuple mauritaniens. Il participe à une escarmouche contre des indigènes au cours de laquelle deux de ses hommes sont tués.
En 1913, il publie L’Appel des armes, contre l’humanitarisme pacifiste et le déclin moral qui lui semble en être la conséquence, au profit d’un idéal de dévouement et de grandeur. Cette nouvelle devient le guide de la jeunesse nationaliste française.

### Homosexualité
L'homosexualité de Psichari était notable de son vivant, aussi bien dans sa famille que parmi les membres du cercle amical.[réf. nécessaire] Longtemps après sa mort, une biographie parue en 2019,[Laquelle ?] la publication de ses Carnets de route par Théodore Monod et divers témoignages sont venus confirmer cette orientation sexuelle[source détournée]. Il aurait eu de nombreuses liaisons intimes en Afrique – comme André Gide[réf. nécessaire] – et a eu recours à des prostitués masculins en métropole.[réf. nécessaire] L'écrivain catholique Paul Claudel, très attristé par cette révélation, propose une contre-attaque: si Ernest s’est converti alors qu'il était homosexuel, c'est une victoire merveilleuse de Dieu.[réf. nécessaire] Et Claudel de résumer l'argument: « L'œuvre de Dieu dans une telle âme n'en est que plus admirable ».[source insuffisante].
Sa relation amicale avec Jacques Maritain reste l'objet de nombreux débats : un biographe de Maritain, Jean-Luc Barré confirme leur relation homosexuelle tandis que le fondateur du cercle Jacques Maritain, Yves Floucat, philosophe thomiste et spécialiste de l'œuvre de Maritain, confirme que leur relation était « indéniablement homophile ». L'universitaire Frédéric Martel a consacré un  chapitre[Lequel ?] de son livre Sodoma au « code Maritain » de l'homosexualité réelle ou supposée avec Psichari suscitant un intense débat[pourquoi ?].

### Conversion et mort à la bataille de Rossignol

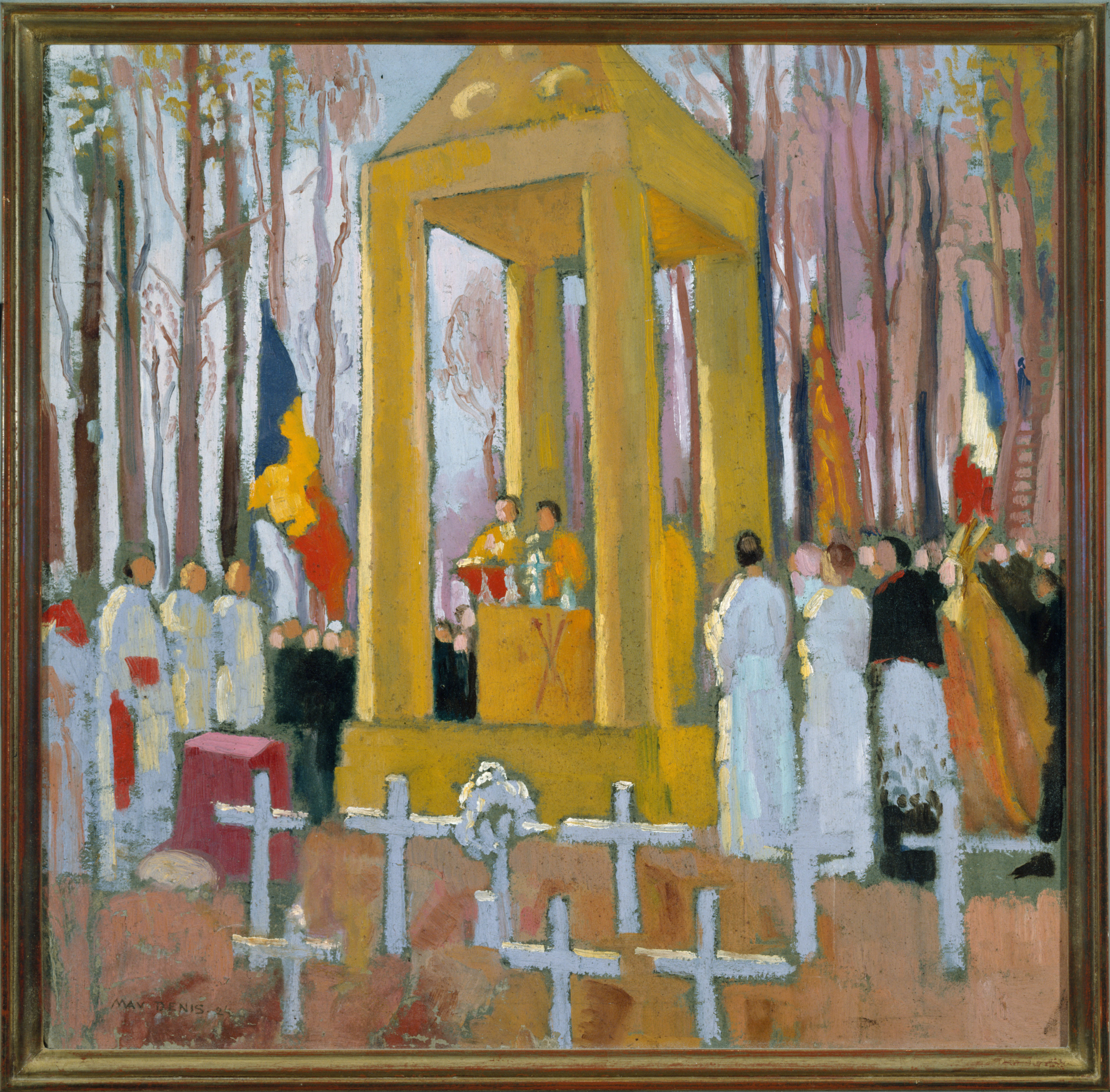
Tableau de Maurice Denis représentant la messe à l'occasion du 10e anniversaire de la mort de l'écrivain. Musée de la Vie romantique.

En juin de la même année, Psichari retourne dans la garnison du 2e régiment d'artillerie coloniale à Cherbourg. C'est là qu'il compose son livre, publié à titre posthume, Le Voyage du centurion (1916). Il s’agit de la transposition à peine masquée de son expérience et de son évolution spirituelle.
Longtemps à la recherche de certitudes intellectuelles, le jeune homme se tourne vers la foi catholique et la méditation, sous l'influence du RP Humbert Clérissac, un dominicain, et surtout de Jacques Maritain. Il se convertit au catholicisme, puis devient tertiaire dominicain de la Fraternité du Saint-Sacrement de Paris. Il se prépare à la prêtrise mais la guerre, qui éclate peu après, l’empêche de concrétiser son vœu.
Ernest Psichari participe à la Première Guerre mondiale en tant que lieutenant au 2e régiment d'artillerie coloniale. Il est tué à Rossignol en Belgique le 22 août 1914, bataille de Rossignol, au cours de la bataille des Frontières. Prises au piège entre les forces allemandes et la rivière Semois, les troupes françaises se laissent encercler et se font tuer sur place. Les artilleurs sabotent leurs canons à la fin des combats,.
Il est enterré au cimetière de Rossignol.

## Décorations
- Chevalier de la Légion d'honneur à titre posthume.
- Médaille militaire
- Croix de guerre 1914–1918 à titre posthume
- Médaille coloniale (agrafes Congo, Mauritanie )
- Officier d'académie
- Chevalier de l'Étoile noire

## Héritage
Ernest Psichari est, par sa personnalité, ses préoccupations, ses aspirations morales et son engagement, emblématique d’une jeunesse exaltée dont font aussi partie Charles Péguy et Jacques Maritain, ses amis et contemporains. Les monarchistes de l'Action française, tels Henri Massis et Paul Bourget, mais aussi Maurice Barrès ont vu en Psichari un héros national et ont entretenu sa mémoire par diverses publications. Charles Péguy, notamment, voit en lui un « ami lointain », un « homme jeune, plein de sang », qu'il intègre dans le parti des anti-modernes et des « mécontemporains ». Lecteur fervent de Psichari, le général de Gaulle le salua un jour comme un « admirable semeur ».
Une stèle puis un monument-autel ont été érigés à la mémoire de Psichari à Rossignol à l'initiative du poète Thomas Braun et de Henri Massis. 
En 1934, la rue Ernest-Psichari à Paris, près de l'École militaire, prend son nom en hommage.
Une rue prend son nom en hommage à Cherbourg (Cherbourg-en-Cotentin depuis 2016)

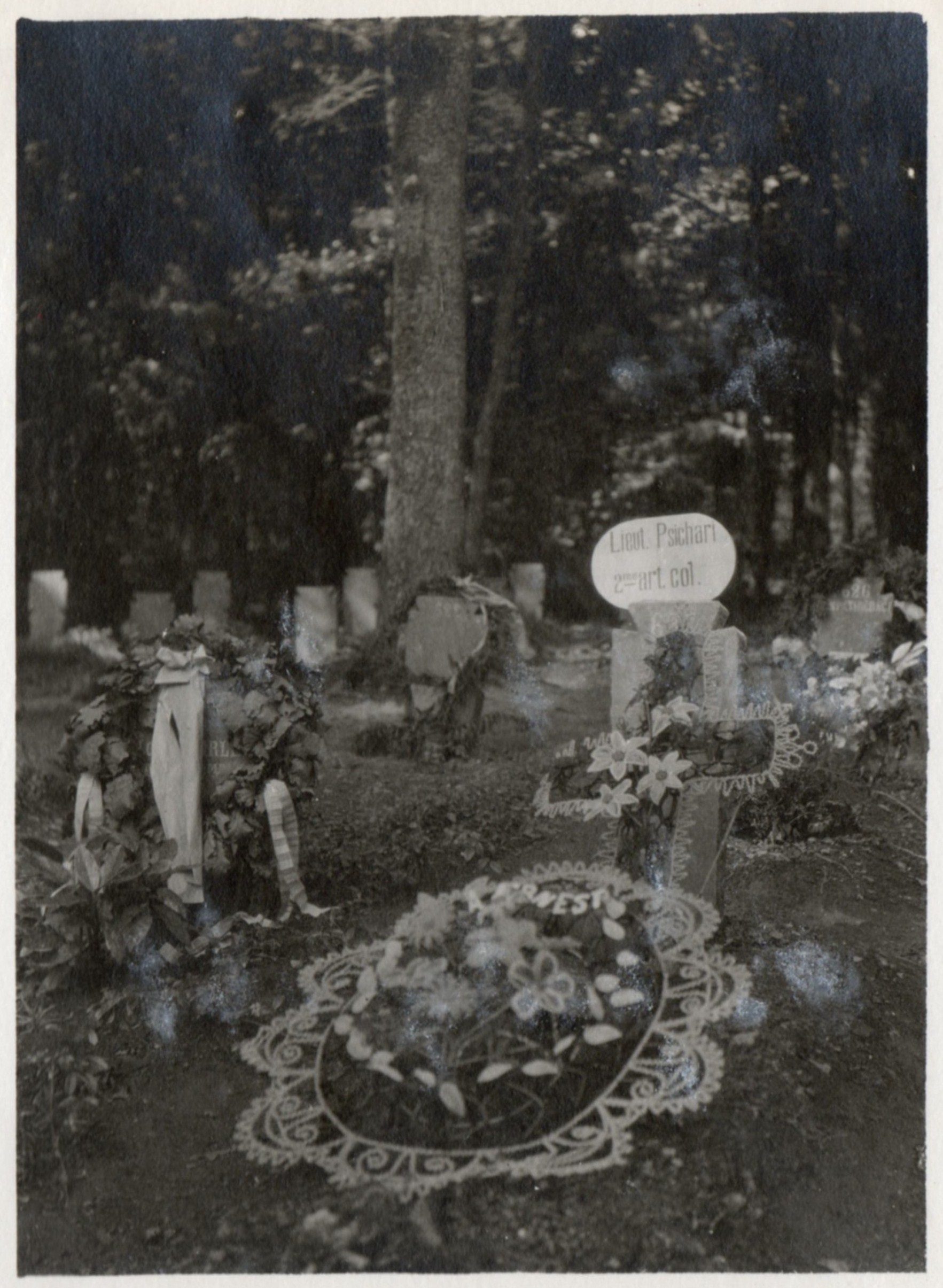
Tombe d'Ernest Psichari au cimetière de Rossignol. (Photo prise entre 1918 et 1919).
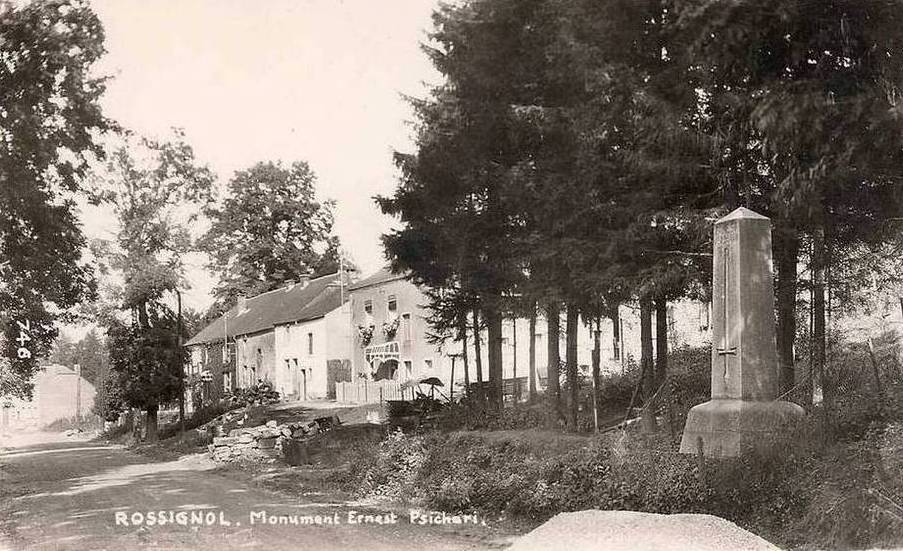
Stèle Ernest Psichari à l'entrée du village de Rossignol.
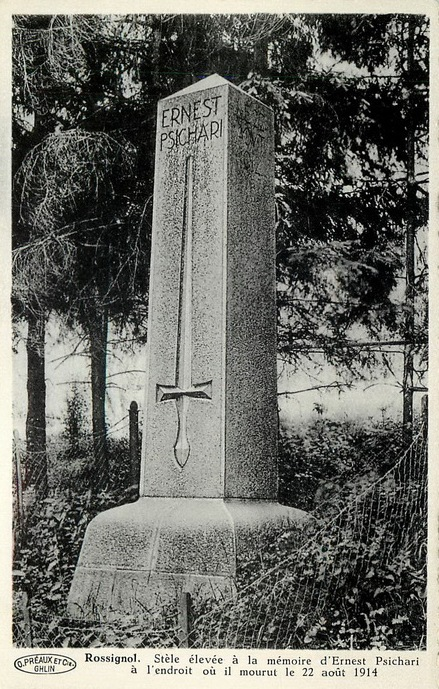
Stèle érigée sur le lieu du décès Ernest Psichari à Rossignol.

## Liste des œuvres
- Terres de soleil et de sommeil, préface de Monseigneur Le Roy, évêque d'Alinda, Paris, Calmann Lévy, 1908. [lire en ligne], prix Montyon de l'Académie française en 1909
- L'Appel des armes, préface de Monseigneur Alfred Baudrillart de l'Académie française, Paris, G. Oudin, 1913. [lire en ligne], prix Alfred-Née de l’Académie française en 1915. Rééd. La Délégation des siècles, 203 p., 2020.
- Le Voyage du centurion, préface de Paul Bourget de l'Académie française, Paris, Louis Conard, 1916. [lire en ligne]
  - Réédité en 1926, Paris, Louis Conard, et illustré par Gustave Assire gravé par Victor Dutertre.
  - Réédité en 2008, augmenté de la Vie d'Ernest Psichari par Henri Massis (Paris, Éditions Saint-Lubin (ISBN 9782917302026)).
- Les Voix qui crient dans le désert. Souvenirs d'Afrique, préface du général Charles Mangin, Paris, Louis Conard, 1920. [lire en ligne]
  - Réédité en 2008 (Paris, Éditions Saint-Lubin  (ISBN 9782917302019)).
- Lettres du centurion, préface de Paul Claudel de l'Académie française, Paris, Louis Conard, 1933.

## Archives
- Musée de la Vie romantique, Hôtel Scheffer-Renan, Paris
- Ouvrages d'Ernest Psichari